# Den gula hästen (1996)
Den gula hästen (engelska: The Pale Horse) är en brittisk TV-film från 1996, regisserad av Charles Beeson. Filmen är baserad på Agatha Christies deckarroman Den gula hästen från 1961.

## Handling
Mark Easterbrook misstänks för mordet på en präst och finner inget annat sätt att bevisa sin oskuld än att lösa brottet själv. Till sin hjälp har han Kate Mercer, en vän till ett annat möjligt mordoffer. Samtidigt är polisen honom hack i häl och har redan bestämt sig för att han måste vara den skyldige. Prästen hade i sin hand en lista på några namn, däribland Kates väninna, vad kan dessa personer ha gemensamt? 

## Rollista (i urval)
- Colin Buchanan – Mark Easterbrook
- Jayne Ashbourne – Kate Mercer
- Hermione Norris – Hermia Redcliffe
- Leslie Phillips – Lincoln Bradley
- Michael Byrne – Venables
- Jean Marsh – Thyrza Grey
- Ruth Madoc – Sybil Stamfordis
- Andy Serkis – sergeant Corrigan
- Trevor Byfield – inspektör Lejeune
- Tim Potter – doktor Osbourne
- Louise Jameson – Florence Tuckerton
- Catherine Holman – Poppy Tuckerton
- Richard O'Callaghan – Donald
- Anna Livia Ryan – Tilly Tuckerton
- Maggie Shevlin – Bella
- Brett Fancy – Ricky Flood
- Geoffrey Beevers – fader Gorman
- Wendy Nottingham – Eileen Brandon